# Pombal e Vales
Pombal e Vales (oficialmente: União das Freguesias de Pombal e Vales)  é uma freguesia portuguesa do município de Alfândega da Fé, com 15,19 km² de área e 147 habitantes (censo de 2021). A sua densidade populacional é 9,7 hab./km².

## História
Foi constituída em 2013, no âmbito de uma reforma administrativa nacional, pela agregação das antigas freguesias de Pombal e Vales com sede em Pombal.

## Demografia
A população registada nos censos foi:
| Distribuição da População por Grupos Etários | Distribuição da População por Grupos Etários | Distribuição da População por Grupos Etários | Distribuição da População por Grupos Etários | Distribuição da População por Grupos Etários | Distribuição da População por Grupos Etários |
| -------------------------------------------- | -------------------------------------------- | -------------------------------------------- | -------------------------------------------- | -------------------------------------------- | -------------------------------------------- |
| Antes da agregação                           |                                              |                                              |                                              |                                              |                                              |
| Ano                                          | 0-14 anos                                    | 15-24 anos                                   | 25-64 anos                                   | >= 65 anos                                   | Total                                        |
| 2001                                         | 21                                           | 20                                           | 74                                           | 82                                           | 197                                          |
| 2011                                         | 21                                           | 16                                           | 84                                           | 80                                           | 201                                          |
| Após a agregação                             |                                              |                                              |                                              |                                              |                                              |
| Ano                                          | 0-14 anos                                    | 15-24 anos                                   | 25-64 anos                                   | >= 65 anos                                   | Total                                        |
| 2021                                         | 9                                            | 16                                           | 58                                           | 64                                           | 147                                          |